# Pineta Marzini
Pineta Marzini este o arie protejată (arie specială de conservare — SAC, sit de importanță comunitară — SCI) din Italia întinsă pe o suprafață de 787 ha, integral pe uscat.

## Localizare
Centrul sitului Pineta Marzini este situat la coordonatele 41°55′40″N 15°59′15″E / 41.927778°N 15.9875°E.

## Înființare
Situl Pineta Marzini a fost declarat sit de importanță comunitară în iunie 1995 pentru a proteja 1 specie de plante și 8 specii de animale. Situl a fost protejat și ca arie specială de conservare în decembrie 2018.

## Biodiversitate
Situată în ecoregiunea mediteraneană, aria protejată conține 7 habitate naturale: Tufărișuri termo-mediteraneene și de pre-deșert, Formațiuni scunde de Euphorbia în apropierea falezelor, Faleze cu vegetație de Limonium spp. endemic de pe coastele mediteraneene, Vegetație anuală la limita mareei, Păduri de pin mediteraneene cu pini mezogeni endemici, Pante stâncoase calcaroase cu vegetație casmofită, Pseudostepă cu ierburi și specii anuale de Thero-Brachypodietea.
La baza desemnării sitului se află mai multe specii protejate:
- plante (1): Stipa austroitalica
- păsări (3): caprimulg (Caprimulgus europaeus), șoim călător (Falco peregrinus), muscar-gulerat (Ficedula albicollis)
- mamifere (1): liliacul mare cu potcoavă (Rhinolophus ferrumequinum)
- nevertebrate (2): Euplagia quadripunctaria, Melanargia arge
- reptile (2): șarpele cu patru dungi (Elaphe quatuorlineata), țestoasa de baltă (Emys orbicularis)

Pe lângă speciile protejate, pe teritoriul sitului au mai fost identificate 26 de specii de plante, 3 specii de amfibieni, 4 specii de nevertebrate, 5 specii de reptile.